# Хорн (Тургау)
Хорн (нем. Horn TG) — коммуна в Швейцарии, в кантоне Тургау.
Входит в состав округа Арбон. Население составляет 2429 человек (на 31 декабря 2007 года). Официальный код — 4421.